# Nassarius pumilio
Nassarius pumilio là một loài ốc biển, là động vật thân mềm chân bụng sống ở biển thuộc họ Nassariidae.

## Miêu tả
Kích thước vỏ ốc khoảng 4 mm

## Phân bố
Loài này phân bố ở Đại Tây Dương dọc theo Luanda (Angola)